# Étienne Charles de Loménie de Brienne
Étienne Charles de Loménie de Brienne (ur. 9 października 1727, zm. 19 lutego 1794) – francuski duchowny, polityk i pisarz, w latach 1787-1788 minister finansów.

## Życiorys
Był arcybiskupem Tuluzy od 1763, a jednocześnie zwolennikiem reform i miłośnikiem filozofów. Do jego przyjaciół należeli Anne-Robert-Jacques Turgot, André Morellet i Voltaire.
W 1770 roku uzyskał fotel 18 Akademii Francuskiej. W 1787 zastąpił Charlesa Alexandre de Calonnea na stanowisku ministra finansów i uzyskał zgodę na zaciągniecie pożyczki w wysokości 60 mln liwrów. Podobnie jak król rezygnował z wprowadzenia nowych podatków. W 1788 został zdymisjonowany ze stanowiska ministra i w tym samym roku 15 grudnia na wniosek króla Ludwika XVI został mianowany przez Piusa VI kardynałem. Po podporządkowaniu się konstytucji cywilnej kleru zrezygnował z funkcji kardynała w marcu 1791. W listopadzie 1793 roku został aresztowany przez rewolucjonistów. Zmarł w więzieniu.

## Prace
- Oraison funébre du Dauphin (Paris, 1766)
- Compte-rendu au roi (Paris, 1788)
- Le Conciliateur, in collaboration with Turgot (Rome, Paris, 1754)